# Culicoides slovacus
Culicoides slovacus är en tvåvingeart som beskrevs av Orszagh 1969. Culicoides slovacus ingår i släktet Culicoides och familjen svidknott. Inga underarter finns listade i Catalogue of Life.